# Tipula (Eumicrotipula) tersoides
Tipula (Eumicrotipula) tersoides is een tweevleugelige uit de familie langpootmuggen (Tipulidae). De soort komt voor in het Neotropisch gebied.